# Група армија Е
Група армија Е формирана је од Дванаесте армије. 1. јануара 1943. Штаб Дванаесте армије преименован је у штаб Групе армија Е. До 26. августа 1943. команда Групе армија Е била је уједно и команда Југоистока. Након тог датума њена надлежност ограничена је на територију Грчке, док је формиран нови штаб Југоистока, односно штаб Групе армија Ф, који под својом командом имао, поред Групе армија Е и Другу оклопну армију у Југославији.
Група армија Е борила се на територији Грчке, Албаније и Југославије. На територији Југославије њене снаге ратовале су од 1. јануара до 26. августа 1943, и затим од 1. септембра 1944. до краја рата. Свој ратни пут завршила је 8. маја 1945. у Словенији предајом јединицама Југословенске армије.

## Период до августа 1943
До 26. августа 1943. штаб Групе армија Е представљао је уједно и команду Југоистока. Под његовом командом налазиле су се немачке трупе у Грчкој, Корпус „Хрватска", Бугарски окупациони корпус у Србији и снаге опуномоћеног заповедника за Србију.
Трупе у Грчкој почетком 1943. сачињавале су:
- Прва брдска дивизија (ускоро придодата Корпусу „Хрватска”)
- 11. ваздухопловна пољска дивизија
- 22. пешадијска дивизија
- 440. гренадирски пук

Корпус „Хрватска” имао је под својом командом
- 7. СС дивизију
- 114. ловачку дивизију
- 117. ловачку дивизију
- 118. ловачку дивизију
- 369. легионарску дивизију
- 373. легионарску дивизију
- 187. резервну дивизију

Бугарски окупациони корпус у Србији у то време сачињавале су:
- 7. пешадијска дивизија
- 9. пешадијска дивизија
- 21. пешадијска дивизија

Под командом опуномоћеног заповедника за Србију била је
- 104. ловачка дивизија

## Период након августа 1943
У августу 1943. Врховна команда Вермахта знатно је ојачала снаге на Балкану. Формиран је штаб Групе армија Ф у Београду, који је преузео дужности команде Југоистока. Њему се биле потчињене Група армија Е у Грчкој и Друга оклопна армија у Југославији.
Са избијањем Црвене армије на границе Србије у септембру 1944. Група армија Е добила је од Врховне команде задатак да прикупи своје трупе са острва и других истурених позиција, и да се евакуише из Грчке. Линија фронта коју је требало да заузме протезала се од ушћа Тимока у Дунав до Скопља и даље на јадранску обалу код Драча. Ова линија фронта била је компромитована Београдском и Нишком операцијом пре него што је група армија Е успела да испољи значајно дејство на северу. Отуда је крајем октобра добила други задатак: да запоседне и брани линију фронта преко Срема, током реке Дрине, затим преко Гацка јужно од Мостара до ушћа Зрмање.
Овај задатак показао се врло сложеним услед савезничке надмоћи на мору и у ваздуху, те напада делова Црвене армије, бугарске војске, и нарочито НОВЈ. Извесну помоћ пружили су им четници у виду заједничке борбе у Црној Гори, и садејства у Санџаку и источној Босни. Задатак је извршен делимично, по цену знатних губитака, и са великим закашњењем — снаге Групе армија Е нашле су се приближно на задатим позицијама тек средином јануара 1945.
Приликом наступања кроз Југославију Група армија Е је, уз своје посебне формације, и своје корпусе (Двадесетдруги и Деведесетпрви, сукцесивно је преузимала команду над корпусима Друге оклопне армије; Двадесетпрвим у септембру, Тридесетчетвртим, односно „корпусном групом Милер” у октобру, Петим СС и Петнаестим брдским у новембру, а LXIX резервним и XCVII корпусом у јануару 1945.
Са овим снагама под својом командом Група армија Е је завршила свој ратни пут предајом јединицама ЈА 8. маја 1945. у Словенији.
Генералмајор Ерих Шмит-Рихберг, који је био начелник штаба Групе армија Е од 15. марта 1944. до 8. маја 1945, објавио је 1955. у Хајделбергу књигу „ЗАВРШНА БОРБА НА БАЛКАНУ” о борбама ове армијске групе у Југославији 1944/1945.